# Linia kolejowa Glauchau – Wurzen
Linia kolejowa Glauchau–Wurzen – regionalna linia kolejowa w Niemczech, w kraju związkowym Saksonia. Biegnie głównie w dolinach Zwickauer Mulde i Mulda z Glauchau przez Rochlitz i Grimma do Wurzen.